# Wee MacGregor's Sweetheart
Wee MacGregor's Sweetheart è un film muto del 1922 diretto da George Pearson.

## Produzione
Il film fu prodotto dalla Welsh-Pearson.

## Distribuzione
Distribuito dalla Jury Films, il film uscì nelle sale cinematografiche britanniche nel giugno 1922.